# Jarayotar (Sindhuli)
Jarayotar – gaun wikas samiti w środkowej części Nepalu  w strefie Dźanakpur w dystrykcie Sindhuli. Według nepalskiego spisu powszechnego z 2001 roku liczył on 1227 gospodarstw domowych i 7145 mieszkańców (3636 kobiet i 3509 mężczyzn).